# 사마리아
사마리아, 또는 소므론(히브리어:שומרון, 아랍어: سامريّون, 또는 ألسامرة, 그리스어: Σαμάρεια)는 전통적으로 현재의 팔레스타인 지방에서 북쪽으로는 갈릴리와 남쪽으로는 유대와 경계를 나누는, 산지가 많은 지방을 일컫는 지리적 용어이다. 역사적, 정치적, 자연적으로 다른 지방과 구분되는 지역이며 성경에 나오는 이스라엘 땅의 중앙부분이다.
사마리아라는 이름은 구약성경 열왕기상 16:24에서 유래한다. 구약성경의 그 기록에 따르면, 북이스라엘 왕국의 여섯 번째 왕인 오므리가 원래 그 땅의 주인인 "세멜"로부터 사마리아의 산지를 샀는데 사마리아라는 이름은 그"세멜"에서 따왔다고 한다.

## 지리적 위치
북쪽은 갈릴리, 서쪽은 지중해, 동쪽은 요단강, 남쪽은 유대와 경계를 이룬다. 사마리아는 대부분이 그렇게 높지 않은 산지로 이루어져 있으며 간간히 해발 800m를 넘는 부분도 있다. 산지는 남쪽 유대까지 특별한 경계를 이루지 않고 이어져 있다.

신약시대의 유대지방

## 역사
다윗왕의 아들 솔로몬왕이 죽은 후 그의 이스라엘 왕국은 남쪽의 유다 왕국과 북쪽의 이스라엘 왕국으로 분열되었다. 이스라엘 왕국의 여섯 번째 왕인 오므리가 원래 "세멜"(세멜이 개인인지 어떤 부족인지는 확실치 않다)로부터 언덕(사마리아)을 은 두달란트에 사들여 세멜의 이름을 따서 사마리아라는 도시를 세우고 그곳을 수도로 삼았다. (기원전 884년경) 이 도시는 바위산의 정상에 세워졌는데, 교통의 요지이면서 외적을 방어하기도 좋은 천연 요새지였으며, 고대의 포도주와 기름의 생산지로 현대의 고고학적 발굴에 의해 실체가 밝혀졌다. 북이스라엘 왕국의 마지막왕인 호세아왕 때 앗시리아가 사마리아를 침공해 도시를 점령하고 모든 사마리아 지역의 거주민을 앗시리아로 포로로 강제이주시켰고 바빌론과 쿠다(Cuthah)등지에서 새로운 사람들을 사마리아에 거주시켰다. (그래서 유대인들은 사마리아인들을 자신들과 구별해 쿠다에서 온 사람들이라는 뜻으로 "쿳팀" 이라고 부르며 이는 경멸적이고 모욕적인 표현이다.)
이후 바빌론 시대와 페르시아 시대를 거치면서 사마리아는 도시로 존재했고 기원전 332년경 수천명의 마케도니아병사들이 반란을 진압하러 와서는 그곳에 정착해 헬레니즘의 도시가 되었다. 그 시대에 성전과 거대한 도시성벽이 보강되었는데 기원전 108년 유대의 왕인 요한 히르카누스가 침공하여 성벽을 깨뜨리고 파괴하였다. 기원전 63년 사마리아는 로마에 의해 시리아 속주로 병합되었다.
기원전 30년 헤로데 대왕은 사마리아를 새로이 재건하여 크게 확장하고 도시 이름을 세바스테로 개명하고 아우구스투스에게 헌정했다. (세바스테라는 이름 자체가 그리스어로 아우구스투스를 뜻한다.) 헤로데는 아우구스투스 황제를 위한 웅장한 사원을 비롯해 약 4km 길이의 성벽과 요새를 새로 세웠으며 헬레니즘 도시의 특징을 유감없이 발휘한 대 사업이었다.
사마리아에는 세례자 요한의 무덤이 있는 것으로 믿어져 왔고 나중에 세례자 요한을 위한 교회가 세워지기도 하였다.

## 같이 보기
- 유대 사마리아 지역